# Cheilolejeunea insecta
Cheilolejeunea insecta là một loài Rêu trong họ Lejeuneaceae. Loài này được Grolle & Gradst. mô tả khoa học đầu tiên năm 2001.